# Zschochau
Zschochau est un petit village de Saxe dépendant de la commune rurale d'Ostrau. Il a été mentionné par écrit pour la première fois en 1185, lorsqu'il devint domaine seigneurial, puis il a appartenu à la famille von Schönberg. Son manoir date du XVIe siècle. Un club de parapente existe au village et profite des collines escarpées. Le village lui-même se trouve dans une vallée.
Sa population était de 653 habitants en 1990 avant son union avec Ostrau.

## Personnalités liées à la commune
- Conrad Schumann (1942-1998), transfuge